# Алекс Пун
Алекс Пун (англ. Alex Poon) — ЛГБТ-активіст та трансгендер.

## Освіта та життя
Пун є китайським американцем, народився і виріс в Вірджинії. Навчався в середній школі де був капітаном жіночої збірної з плавання та чоловічої команди з водного поло.
Алекс закінчив Коледж Веллслі у 2014 році, де він здобув спеціальність з інформатики. На другому курсі зробив камінг-аут.
Був першим трансгендером, який виграв щорічне змагання з Серсо 1895 року. Її мати, Хелен Пун, також перемогла, в Веллслі в 1982 році.

## Кар'єра
Початок кар'єру Алекс був зі збіру опитувань для новин про трансгендерних студентів, включаючи транс-жінок та безстатевих людей, в жіночих коледжах.
Пун працював менеджером продукції у технологічній компанії та проводив періодичні публічні виступи та інтерв'ю щодо гендерної ситуації на робочому місці. Він розповідає про те, що її сприймали як чоловіка, так і жінку на робочому місці, надаючи унікальну перспективу щодо дискримінації та сексизму. У 2019 році розповів, що його робота в IBM була недооціненою до того, як він перейшов до чоловічої статі, але після цього йому дали «місце за столом».